# Congal II Cláen
Congal II Cláen lub Congal II Cáech („Niedowidzący”) (zm. 637 r.) – król Dál nAraidi z ludu Cruithni od 626 r. oraz Ulaidu (Ulsteru) od 527 r. do swej śmierci. Wnuk Fiachny II Lurgana mac Báetáin, króla Dál nAraidi i Ulaidu.

## Początki
Według późniejszych źródeł Congal był synem Skandala Sciathlethana, syna Fiachny mac Báetáin. W VI i VII w. królestwo Dál nAraidi wchodziło w skład konfederacji plemion Cruithni na tereine Ulaidu (Ulster). Główna panująca linia Dál nAraidi była znana jako Uí Chóelbad z siedzibą w Mag Line, na wschód od miasta Antrim w hr. Antrim. Fled Dúin na nGéd czyni Congala wnukiem Eochaida I Buide’a, króla Dál Riaty. Ten wywód nie jest potwierdzony przez inne źródła. Niewykluczone, że doszło do pomieszania. Congal był zapewne synem siostry Eochaida I.

## Król Ulaidu
Według Księgi z Leinsteru Congal objął tron Dál nAraidi po swym dziadku, Fiachnie Lurganie (zm. 626 r.), zaś tron Ulaidu po Fiachnie mac Demmáin (zm. 627 r.). W 628 r. Congal zabił Suibne’a Menna z Cenél nEógain, arcykróla Irlandii, w Traig Bréni nad brzegiem jeziora Lough Swilly. Rok później, 629 r., (według innych źródeł było to w 626 r.) Congal został pokonany przez Domnalla II mac Áedo w bitwie pod Dún Ceithirnn (Duncairn, kilka mil na zachód od Coleraine, ob hr. Londonderry). Congal uciekając z pola bitwy, uratował swe życie.

## Król Tary
Congal pojawił się jako rí Temro („król Tary”) w VII-wiecznym traktacie o pszczołach i pszczelarstwie. Traktat podaje, że oślepł na jedno oko przez pszczoły, należące do Domnalla mac Áedo, króla z rodu Uí Néill (i jedynego VII-wiecznego władcę tytułowanego rex Hiberniae w rocznikach). Niewykluczone, że nosił tytuł króla Tary, nawet przez kilka lat. Prawdopodobnie przybrał go po zabójstwie arcykróla Suibne’a Menna z Cenél nEógain. Wydarzenia lat 633-634 widziały Clann Cholmáin jako sprzymierzeńców Congala, wygrywających pewną liczbę bitew w Leinsterze i Meath. Congal mógł też popierać lud Cenél maic Ercae w ich wojnie z Cenél Feradaig, gałęzią Cenél nEógain. W latach 635-636 sprzymierzeńcy Domnalla mac Áedo prawdopodobnie zaczęli uzyskiwać przewagę nad sprzymierzeńcami Congala. W 635 r. Clann Cholmáin poniósł porażkę z ręki swych rywali, Síl nÁedo Sláine, sprzymierzeńców Domnalla. To było zapewne powodem przejścia Domnalla Brecca na stronę Congala. 

## Mag Roth
Dalriada zawarła nowe przymierze z Ulaidem, dawnymi rywalami. Sojusz był skierowany przeciw rodowi Uí Néill. Doszło między nimi do wielkiej bitwy pod Mag Roth (Moira (Moyrath), hrabstwo Down) w 637 r. Domnall II mac Áedo wraz z synami Áeda Sláine’a pokonał Congala i jego sojuszników z Dalriady. Congal poległ w bitwie oraz Fáelchú razem z innymi panami wielkich rodów. Suibne, syn Colmána Cuara, także zginął. Tego samego dnia podobno odbyła się inna bitwa. Conall Cóel, sprzymierzeniec i bratanek Domnalla, zwyciężył Cenél nÉogain w bitwie pod Sailtír. Bitwa pod Mag Roth była punktem zwrotnym w dziejach Ulaidu. Rozpoczęła stopniowy upadek znaczenia Ulsteru. Opróźniony tron Dál nAraidi, po śmierci Congala, objął niejaki Lochini (Lóchéni) mac Fingin (Księga z Leinsteru, MS folio 41e). Natomiast tron Ulaidu objął Dúnchad mac Fíachnai, syn Fiachny III mac Demmáin z Dál Fiatach.